# Mirovjane
Mirovjane (bulgariska: Мировяне) är ett distrikt i Bulgarien.   Det ligger i kommunen Stolitjna Obsjtina och regionen Sofija-grad, i den västra delen av landet, 10 km norr om huvudstaden Sofia.
Runt Mirovjane är det i huvudsak tätbebyggt. Runt Mirovjane är det tätbefolkat, med 849 invånare per kvadratkilometer.